# Zurbitu
Zurbitu es una localidad del municipio burgalés de Condado de Treviño, en la Comunidad Autónoma de Castilla y León (España). 

## Toponimia
Aparece como Çurbita en documento de 1257 citado en "Revista de Archivos..." de los años 1907 a 1909; Zurbito en documento de 1686 citado en el Libro de acuerdos, cuentas, etc. de Lagrán.

## Localidades limítrofes
Confina con las siguientes localidades:
- Al norte con Subijana de Álava.
- Al este con Doroño.
- Al sureste con Golernio.
- Al suroeste con Ocilla y Ladrera.
- Al oeste con Villanueva de la Oca.

## Demografía
Evolución de la población
| Gráfica de evolución demográfica de Zurbitu entre 2000 y 2017      |
|                                                                    |
| Población de derecho (2000-2017) según el padrón municipal del INE |

## Historia
Así se describe a Zurbitu en el tomo XVI del Diccionario geográfico-estadístico-histórico de España y sus posesiones de Ultramar, obra impulsada por Pascual Madoz a mediados del siglo XIX:

Aldea en la provincia, audiencia territorial y capitanía general de Burgos (18 leguas), partido judicial de Miranda de Ebro (3 ½), diócesis de Calahorra (20), ayuntamiento del condado de Treviño, cuya capital es la villa de este último nombre. Situada en terreno montuoso; su clima es frío, pero sano. Tiene 6 casas; escuela de primeras letras a que asisten los niños de ambos sexos de Ocilla, Ladrera y Lezana; iglesia parroquial (la Asunción de Nuestra Señora) matriz del mencionado Lezana, servida por un cura y varias fuentes de medianas aguas en el término y alrededores de la población. Confina N la provincia de Álava; E Golernio; S Ocilla, Ladrera y Busto, y O Villanueva. El terreno es de mediana calidad y le fertilizan algún tanto las aguas de un arroyo que se forma de las fuentes del término. Hay arbolado de encinas, leña para el consumo del pueblo y unos 100 chopos que forman una especie de alameda. Los caminos son locales, e intransitables en el invierno; recibe la correspondencia de la villa de Treviño. Producciones: granos, legumbres, lino, frutas, patatas y pastos; cría ganado vacuno, lanar y cabrío, y recría mulas y machos. Comercio: se extrae el trigo sobrante, y se importa aceite, vino, bacalao y otros artículos que faltan. Población: 5 vecinos, 19 almas. Capital productivo: 9.400 reales. Imponible: 311.
Diccionario geográfico-estadístico-histórico de España y sus posesiones de Ultramar

## Cultura

### Patrimonio material
- Iglesia de La Asunción.[4]